# Solignano
Solignano é uma comuna italiana da região da Emília-Romanha, província de Parma, com cerca de 1.921 habitantes. Estende-se por uma área de 73 km², tendo uma densidade populacional de 26 hab/km². Faz fronteira com Berceto, Fornovo di Taro, Terenzo, Valmozzola, Varano de' Melegari, Varsi.

## Demografia
| Variação demográfica do município entre 1861 e 2011                               |
|                                                                                   |
| Fonte: Istituto Nazionale di Statistica (ISTAT) - Elaboração gráfica da Wikipedia |